# 梅滕伯
梅滕伯是瑞士的城鎮，位於該國西北部，由汝拉州負責管轄，面積2.32平方公里，海拔高度660米，2011年人口114，七成人口信奉羅馬天主教，人口密度每平方公里49人。